# 程晓波
程曉波（1972年10月—），男，漢族，山西長治人，中华人民共和国政治人物，畢業於長春地質學院岩化系地球化學專業畢業，在職管理學博士學位。

## 生平
1992年12月加入中國共產黨。大學畢業後，到地質礦產部辦公廳任職，後來調任國家發展和改革委員會。2014年8月，出任國家發改委報紙中國改革報社社长、黨委書記。2016年12月，改任國家信息中心主任、黨委書記。2019年4月，兼任國家發展和改革委員會副秘書長。2020年4月，獲選為甘肅省人民政府副省長、黨組成員。2022年1月，升任中共甘肃省委常委、省人民政府常务副省长，成为当时最年轻的常务副省长。